# Paralobesia aemulana
Paralobesia aemulana är en fjärilsart som beskrevs av Heinrich 1926. Paralobesia aemulana ingår i släktet Paralobesia och familjen vecklare. Inga underarter finns listade i Catalogue of Life.